# ドルルギン
ドルルギンとは、モンゴル部族内の集団の名称。「アラン・ゴアと日月神の血を引く高貴な一族(カタギン氏・サルジウト氏・ボルジギン氏およびここから派生した諸氏族)」を指す「ニルン」に対して、高貴な出自を持たないモンゴル部族内の被支配階級を指す呼称として用いられた。

## 概要
諸史料の一致して伝える所によると、「蒼き狼」ボルテ・チノの後裔ドブン・メルゲンと結婚したアラン・ゴアは夫に先立たれた後、日月の光の精(日月神)と交わってブグゥ・カタギ、ブカトゥ・サルジ、ボドンチャル・ムンカクという3人の息子を産んだという。この3人の息子達からはそれぞれカタギン氏、サルジウト氏、ボルジギン氏が興り、特にボルジギン氏は周辺の諸部族を征服して強大化し、モンゴル部族の中核氏族となるに至った。このように高貴な出自を持ち、モンゴル部族の支配層を構成した一族を他の氏族と区別するために用いられたのが、「ニルン」という呼称である。
以上のような高貴な出自を持つニルンに対し、特別な出自を持たない諸集団のことを『集史』は「ドルルギン」と呼称した。『集史』はニルンと違って「ドルルギン」の明確な意味を記述していないが、dürü(牛馬の鼻縄の意)から派生したdürüle-(鼻縄をかける、拘束する)という動詞が名詞化した、「拘束された者、隷属者」を意味する単語ではないかと考えられている。
ただし、「ドルルギン」とはあくまで「ニルンでない諸氏族」の総称であって、出自も性格も全く異なる多様な諸氏族が所属していた。バヤウト、スルドスなどは確かに代々隷属民であったことが窺えるが、コンギラト諸氏族は代々ニルンの姻族として繁栄した一族であり、他の氏族に隷属していたという記録はない。

## ドルルギン諸氏族

### コンギラト諸氏族
「黄金の壺」を始祖とする伝承を持つ諸氏族で、代々ニルン諸氏族の姻族として繁栄してきた諸氏族。
- コンギラト（Qongirad）：「黄金の壺」の長子ジュルクの後裔
- オルクヌウト（Olqunu'ud）：「黄金の壺」の第2子クバイ・シレの息子オルクヌウトの後裔
- イキレス（Iqires）：「黄金の壺」の第2子クバイ・シレの息子イキレスの後裔
- イルジギン（Iljigin）：「黄金の壺」の第3子トスボダイの曾孫イルジギンの後裔
- コルラス（Qorulas）：「黄金の壺」の第3子トスボダイの曾孫コルラスの後裔

### ジャライル諸氏族
かつてジャライル・ウルスという独立した遊牧部族であったが、ボルジギン氏のカイドゥ・カンに征服されてモンゴル部族の隷属民となった諸氏族。
- チャアト・ジャライル：ジャライル諸氏族の中で最も有力で、国王ムカリを輩出した氏族
- クンカサウト・ジャライル：ジャライル諸氏族の一つ
- クマウト・ジャライル：ジャライル諸氏族の一つ
- ウヤト・ジャライル：ジャライル諸氏族の一つ
- ニルカン・ジャライル：ジャライル諸氏族の一つ
- クルキン・ジャライル：ジャライル諸氏族の一つ
- トランキト・ジャライル：ジャライル諸氏族の一つ
- トリ・ジャライル：ジャライル諸氏族の一つ
- サンクト・ジャライル：ジャライル諸氏族の一つ
- クマウト・ジャライル：ジャライル諸氏族の一つ

### オロナウル諸氏族
『元朝秘史』ではカイドゥ・カンの末子チャウジン・オルテゲイの諸子から生じた氏族として「ニルン」に含むが、『集史』では「ドルルギン」に分類される諸氏族。
- コンゴタン（Qongγotan）：チャウジン・オルテゲイの後裔の一つで、『集史』はオロナウル3兄弟の長男コンゴタンの後裔(ドルルギン)とする
- アルラト（Arlat）：チャウジン・オルテゲイの後裔の一つで、『集史』はオロナウル3兄弟の次弟アルラトの後裔(ドルルギン)とする
- オロナウル（Oronaur）：チャウジン・オルテゲイの後裔の一つで、『集史』はオロナウル3兄弟の末弟ケレングトの後裔(ドルルギン)とする
- スニト（Sünid）：チャウジン・オルテゲイの後裔の一つで、『集史』はアラン・ゴアの家系(ニルン)とは関係ないドルルギン氏族とする
- カブトルカス（Qabturqas）：チャウジン・オルテゲイの後裔の一つで、『集史』はアラン・ゴアの家系(ニルン)とは関係ないドルルギン氏族とする
- ゲニゲス（Gänigäs）：チャウジン・オルテゲイの後裔の一つで、『集史』はアラン・ゴアの家系(ニルン)とは関係ないドルルギン氏族とする

### その他の諸氏族
ウリヤンカンを除き、固有の族祖伝承を持たない隷属民。本来はブルカン・カルドゥン一帯の先住民族で、ボルジギン氏に征服された集団と考えられている。
- ウリヤンカイ（Uriyanqai）
- バヤウト（Baya'ud）
- スルドス（Suldus）
- フーシン（Hu'ušin）